# (173872) Andrewwest
(173872) Andrewwest est un astéroïde de la ceinture principale.

## Description
(173872) Andrewwest est un astéroïde de la ceinture principale. Il fut découvert le 14 octobre 2001 à l'observatoire d'Apache Point par le programme Sloan Digital Sky Survey. Il présente une orbite caractérisée par un demi-grand axe de 3,04 UA, une excentricité de 0,11 et une inclinaison de 2,5° par rapport à l'écliptique.

## Compléments